# Kjeholmen (Giske)
Kjeholmen ist eine Schäreninsel am westlichen Ende des Grytafjord in Norwegen und gehört zur Gemeinde Giske der norwegischen Provinz Møre og Romsdal.
Westlich erstreckt sich die Insel Valderøya, nördlich Hamnøya und Ellingsøya.
Die felsige Insel hat eine Ausdehnung von West nach Osten von etwa 100 Metern bei einer Breite von bis zu ungefähr 130 Metern. Sie erreicht eine Höhe von bis zu zwölf Metern, ist karg und nur wenig bewachsen. Der östliche Teil der kleinen Insel ist mit einem Wohnhaus und Wirtschaftsgebäuden bebaut. Am nordöstlichen Ufer besteht ein Schiffsanleger.